# 奈茨蘭丁 (加利福尼亞州)
奈茨蘭丁是位於美國加利福尼亞州優洛縣的一個人口普查指定地區。

## 地理
奈茨蘭丁的座標為38°47′59″N 121°43′06″W / 38.79972°N 121.71833°W，而該地最高點為海拔高度11米（即36英尺）。

## 人口
根據2010年美國人口普查的數據，奈茨蘭丁的面積為1.298平方千米，當中陸地面積為1.298平方千米，而水域面積為0.000平方千米。當地共有人口995人，而人口密度為每平方千米766人。